# مدرسة صدر
مدرسة صدر (بالفارسية: مدرسه صدر) هي واحدة من أكبر المدرسة الإسلامية في مدينة أصفهان، إيران . بناها محمد حسين خان صدر أصفهاني، حاكم أصفهان الشهير في عهد فتح علي شاه . على الرغم من أن هيكل وديكور واجهة المبنى غير مكتمل، إلا أنه يتميز ببيئة هادئة للغاية بسبب الأشجاره القديمة التي تحيط بالمدرسة. تتميز الواجهة الخارجية بأحد أفضل الأعمال الحجرية في أصفهان. يُعد التصوير محظور في المدرسة. 